# Park Harcerza w Kostrzynie
Park Harcerza – park miejski w Kostrzynie, zlokalizowany w kwartale ulic: Piasta, Poznańska i Aleja Sokoła.
Pierwotnie w miejscu obecnego parku powstało (1925) boisko sportowe zbudowane przez kostrzyńskie Towarzystwo Gimnastyczne "Sokół". W 2014 park zrewitalizowano, m.in. zbudowano plac zabaw, który został oddany do użytku 31 maja 2014. Zrealizowano też nowe ścieżki. 
Na terenie parku stoi harcerski głaz pamiątkowy.